# Unterseeboot 102 (1940)
Pour les articles homonymes, voir Unterseeboot 102.
L'Unterseeboot 102 ou U-102 est un sous-marin allemand (U-Boot) de type VII.B construit pour la Kriegsmarine pendant la Seconde Guerre mondiale.

## Construction
Le U-102 est issu du programme 1937-1938 pour une nouvelle classe de sous-marins océaniques. Il est de type VII B lancé entre 1936 et 1940. Construit dans les chantiers de Friedrich Krupp Germaniawerft AG à Kiel, la quille du U-102 est posée le 22 mai 1939 et il est lancé le 21 mars 1940. L'U-102 entre en service deux mois plus tard.

## Historique
Mis en service le 27 avril 1940, l'U-102 a servi comme sous-marin d'entrainement et de navire-école pour les équipages d'abord au sein de la 7. Unterseebootsflottille à Kiel.

Le 1er juin 1940, l'U-102 devient opérationnel toujours dans la 7. Unterseebootsflottille, toujours à Kiel.
Il réalise sa première patrouille de guerre, quittant le port de Kiel, le 22 juin 1940, sous les ordres du Kapitänleutnant Harro von Klot-Heydenfeldt.

Après 10 jours en mer et un succès de 2 navires marchands coulés pour un total de 5 430 tonneaux, l'U-102 est détecté lors de l'attaque du 2e navire et est coulé  à son tour le 1er juillet 1940 dans l'Atlantique Nord au sud-ouest de l'Irlande, à la position géographique de 48° 33′ N, 10° 26′ O par des charges de profondeurs lancées du destroyer britannique HMS Vansittart. Les 43 membres d'équipage meurent dans cette attaque.
Après le naufrage du sous-marin, le HMS Vansittart recueille les 26 survivants du navire marchand coulé Clearton.

## Affectations
- 7. Unterseebootsflottille à Kiel du 27 avril au 1er juin 1940 (entraînement)
- 7. Unterseebootsflottille à Kiel du 1er juin au 1er juillet 1940 (service actif)

## Commandements
- Kapitänleutnant Harro von Klot-Heydenfeldt du 27 avril au 1er juillet 1940

## Patrouilles
|       | Commandant                        | Départ       | Départ | Arrivée          | Arrivée | Jours    | Succès  |
| ----- | --------------------------------- | ------------ | ------ | ---------------- | ------- | -------- | ------- |
| 1     | Kptlt. Harro von Klot-Heydenfeldt | 22 juin 1940 | Kiel   | 1er juillet 1940 | Coulé   | 10 jours | 5 430   |
| Total | Total                             | Total        | Total  | Total            | Total   | 10 jours | 5 430 t |

Note : Kptlt. = Kapitänleutnant

## Navires coulés
L'Unterseeboot 102 a coulé 2 navires marchands pour un total de 5 430 tonneaux au cours de l'unique patrouille (10 jours en mer) qu'il effectua.
| Date             | Nom       | Nationalité     | Tonnage (GRT) | Convoi | Fait  |
| ---------------- | --------- | --------------- | ------------- | ------ | ----- |
| 28 juin 1940     | Castleton | Grande-Bretagne | 211           |        | Coulé |
| 1er juillet 1940 | DClearton | Grande-Bretagne | 5 219         | SL-36  | Coulé |